# アゼルバイジャン人
アゼルバイジャン人（アゼルバイジャンじん、Azərbaycanlılar）もしくはアゼリー人は、アゼルバイジャン共和国とイラン北西部を中心として、その周辺地域であるジョージアやアルメニア、イラク北部、トルコ、ロシア連邦内のダゲスタン共和国などに居住しているテュルク系民族である。トルクメン人やトルコ人と親近関係にある民族であり、「アゼルバイジャン・トルコ人」と呼ばれることもある。
なお、イラン国内の人口に占めるアゼルバイジャン人の割合は25％にのぼり、アゼルバイジャン共和国内のアゼルバイジャン人人口をはるかに上回る。人種は元来はモンゴロイドであったが、イランやイラク、アルメニアなどに居住する大半は歴史的な経緯からコーカソイドとの混血を重ねて、現在ではトルコ人同様にコーカソイドに分類されている。

## 歴史
11世紀以降中央アジアから移住してきた外来のテュルク系民族と土着のペルシャ人（イラン人）、クルド人、アルメニア人、カフカス系諸民族やロシア人などと混血したことによって形成され、さらに14世紀から15世紀にかけてモンゴル帝国およびティムール朝支配の下、言語的・文化的にテュルク化の影響を多く受けて形成された民族集団である。

## 分布

アゼルバイジャン人（水色）とアルメニア人(黄緑色)の分布。アゼルバイジャン人は、アゼルバイジャン共和国に加えて、ナゴルノ・カラバフの南にあるイラン北西部側に居住していることがわかる

### イラン国内のアゼリー人
クルド人と同様に、中東地域において複数の地域にまたがり居住しており、特にイラン国内では、アゼルバイジャン人がペルシャ人に次ぐ多数派（25％）を形成していることから、これまでにこれらの地域に居住するアゼルバイジャン人主導の統一国家を樹立する試みが幾度となく行われてきた。しかしながら、現在のところイラン国内におけるアゼルバイジャン人の独立運動は沈静化し、アゼルバイジャン人の主導する国家は唯一アゼルバイジャン共和国のみとなっている。なお、アゼルバイジャン共和国では、ナゴルノ・カラバフの領有権をめぐり、隣国アルメニアと激しく対立している。

## 言語
アゼルバイジャン語はトルクメン語やトルコ語に極めて近く、テュルク諸語の南西語群（オグズ語群）に属する。トルクメン語とトルコ語とは同一言語の変種と見做されることも多く、互いの意思疎通は容易である。
アゼルバイジャン語の表記方法については、アゼルバイジャン共和国では専らラテン文字表記が使用されているが、イラン国内のアゼルバイジャン人はアラビア文字を使用していることや、アゼルバイジャン共和国では長らく旧ソビエト連邦の一共和国としてロシア語の影響（主に学術用語等からの語彙の借用）を受けてきた結果、両者の間には若干の差異が発生している。

## 宗教
アゼルバイジャン人の多くはイスラム教シーア派（十二イマーム派）を信仰するが、これは16世紀に現在のイランおよびアゼルバイジャンを中心とした地域を支配したサファヴィー朝の影響によるもので、ペルシア人において十二イマーム派が多数であるのと同様の歴史的経緯による。アゼルバイジャン共和国では、トルコと同様に長らく世俗主義が推し進められた結果、世俗化が国民生活レベルまで浸透しており、毎日の祈りやラマダンをはじめとしたイスラム教の戒律は比較的ゆるやかで、飲酒や女性の服装も自由な傾向にある。

## 遺伝子
アゼルバイジャン人のY染色体は、ある調査では、ハプログループJが31％、ハプログループGが18％、ハプログループR1bが11％などとなっており、言語系統が異なる隣接する諸民族と大差ない。

## 著名なアゼルバイジャン人
世界的に著名な作曲家を多く輩出してきた。また、格闘技をはじめとするスポーツも盛んである。イランにおいては、政府要人にアゼルバイジャン系の者が少なくない。
- ヘイダル・アリエフ（アゼルバイジャン共和国の第3代大統領）
- イルハム・アリエフ（アゼルバイジャン共和国の第4代大統領）
- ムスリム・マゴマエフ（歌手）
- ムスティスラフ・ロストロポーヴィチ（チェロ奏者）
- ウゼイル・ハジベヨフ（作曲家）
- カラ・カラーエフ（作曲家）
- アリエフ・マックモド（格闘家）
- アリ・ダエイ（サッカー選手）
- ファラ・パフラヴィー（パフラヴィー朝第2代皇帝モハンマド・レザー・パフラヴィーの妻。なお、初代皇帝レザー・シャーの妻もアゼルバイジャン系。）
- アリー・ハーメネイー（イランの第2代最高指導者）
- ミール・ホセイン・ムーサヴィー（イラン元首相）

## 脚註
1. ↑  “Population by ethnic groups”.   The State Statistical Committee of Azerbaijan Republic. 2011年10月11日閲覧。
2. ↑  “CIA Factbook”. Azerbaijan: People.   Central Intelligence Agency (2011年9月26日). 2011年10月11日閲覧。
3. ↑  "USAN and USTN become the first-ever official partners of the U.S. Census Bureau from among Turkic organizations" (Press release). U.S. Trukic Network. 17 September 2009. 2011年10月11日閲覧。[リンク切れ]
4. ↑  ケロ (2006年6月29日). “アゼルバイジャン自治共和国”. 世界飛び地領土研究会. 2011年10月11日閲覧。
5. ↑  “Mitochondrial DNA and Y-chromosome variation in the caucasus”. Annals of Human Genetics 68 (Pt 3):  205–21. (May 2004). doi:10.1046/j.1529-8817.2004.00092.x. PMID 15180701.